# Pseudomecas pallidicornis
Pseudomecas pallidicornis är en skalbaggsart som beskrevs av Aurivillius 1924. Pseudomecas pallidicornis ingår i släktet Pseudomecas och familjen långhorningar. Inga underarter finns listade i Catalogue of Life.